# Hendrick Motorsports
Hendrick Motorsports (HMS), dříve All-Star Racing je závodní tým ze Spojených států, založený v roce 1984 Rickem Hendrickem. V současnosti tým soutěží v NASCAR Sprint Cup Series. 
Tým ve své historii získal 10 titulů (1995, 1996, 1997, 1998, 2001, 2006, 2007, 2008, 2009, 2010).

## Jezdci
- Kasey Kahne
- Jeff Gordon
- Jimmie Johnson
- Dale Earnhardt Jr.